# Thermessaïta
La thermessaïta és un mineral de la classe dels halurs. Rep el seu nom del terme grec Thermessa, nom que els grec donaven a l'illa italiana de Vulcano, on va ser descobert el mineral i que vol dir «l'illa calenta».

## Característiques
La thermessaïta és un halur de fórmula química K₂AlF₃(SO₄). Cristal·litza en el sistema ortoròmbic. És isostructural i l'anàleg amb potassi de la thermessaïta-(NH₄).
Segons la classificació de Nickel-Strunz, la thermessaïta pertany a «03.CG - Halurs complexos, aluminofluorurs amb CO₃, SO₄, PO₄» juntament amb els següents minerals: stenonita, chukhrovita-(Ce), chukhrovita-(Y), meniaylovita, chukhrovita-(Nd), creedita i bøggildita.

## Jaciments
A més del cràter La Fossa, a Vulcano (Sicília, Itàlia), també ha estat descrita a la mina Anna, a Alsdorf (Rin del Nord-Westfàlia, Alemanya).